# 羽倉可亭
羽倉 可亭（はくら かてい、男性、寛政11年3月16日〈1799年4月20日〉 - 明治20年〈1887年〉8月12日）は、江戸時代後期の日本の書画家・篆刻家である。
名は良信、字は子文、号は可亭の他に亦可草堂がある。

## 略伝
京都伏見稲荷祠官である延年の子で同宗目代の信賢に養育されその継嗣となった。14歳で従五位下駿河守、17歳で非蔵人十八権目代となるが、24歳のとき職を辞して各地を遊歴した。
幼少のころに村瀬栲亭について経学と書を学び、僧月峯に画と篆刻の教えを受けて、後に岡本豊彦に画を学んだ。売書売印の生活をしながら、江戸に出て大窪詩仏の門下となり、細川林谷に篆刻の法を受ける。明治維新後、宮内庁に御璽や山水図を納めている。特に有栖川宮熾仁親王の寵遇を蒙っている。
米寿の祝賀を祇園中村楼で催し、山階宮晃親王・久邇宮朝彦親王から祝の和歌を賜っている。
翌明治20年（1887年）8月竹坊にて没した。稲荷山に墓碑がある。息子の南園も篆刻を生業としている。
東京芸術大学大学美術館に山水図などが収蔵されている。

## 著作
- 『天潢清流』明治13年（1880年）
- 『可亭印譜』明治19年（1886年）